# Ichneumon ferrandi
Ichneumon ferrandi är en stekelart som beskrevs av Maurice Pic 1914. Ichneumon ferrandi ingår i släktet Ichneumon och familjen brokparasitsteklar. Inga underarter finns listade i Catalogue of Life.